# Vatnajökull

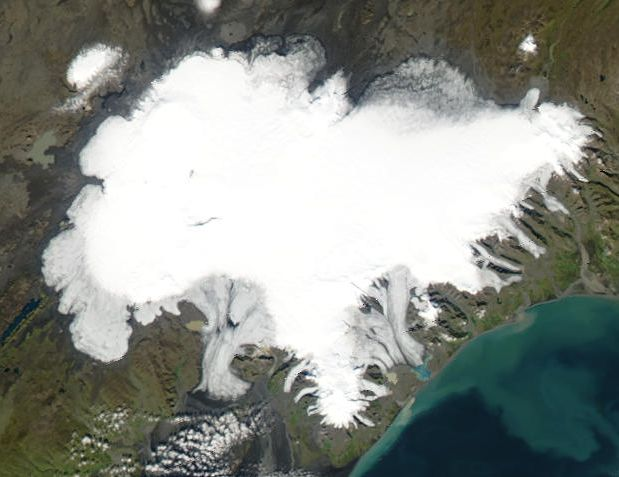
Ledovec Vatnajökull z družice

Vatnajökull je ledovec ležící na jihovýchodě Islandu. Je největším ledovcem země a druhým největším v Evropě, hned po ledovci Austfonna na Špicberkách (8492 km²). Název Vatnajökull je složen ze samotného názvu Vötn - jezera a jökull - ledovec (islandsky). Celý ledovec a okolní sopečná krajina jsou součástí národního parku Vatnajökull.

## Charakteristika
Vatnajökull je považován za jediný současný kontinentální ledovec Evropy a zároveň je také jejím největším souvislým zaledněním. Svou plochou 8100 km² pokrývá zhruba 8-10 % plochy ostrova. Má nepravidelný, zhruba elipsovitý tvar asi 100 × 150 km. Poměrně ploše se táhne od výšky 1700 m až po nejvyšší horu Islandu Hvannadalshnjúkur (2109,6 m) z něj vyrůstající. Z okrajů ledovce se spouští kolem 20 ledovcových splazů, které svou rozlohou zastíní i ledovce v Alpách. Ty jsou brány jako samostatné a jsou také pojmenovány. Jeden z největších je Öraefajökull, který je zároveň nejjižnější odnoží.

## Úbytek
Ledovec Vatnajökull zaujímal v roce 1904 plochu 8538 km².[zdroj?] V roce 1973 to bylo již necelých 8300 km².[zdroj?] Jeho úbytek od druhé poloviny 20. století je zhruba 2,8 %.[zdroj?]

## Sopečná činnost

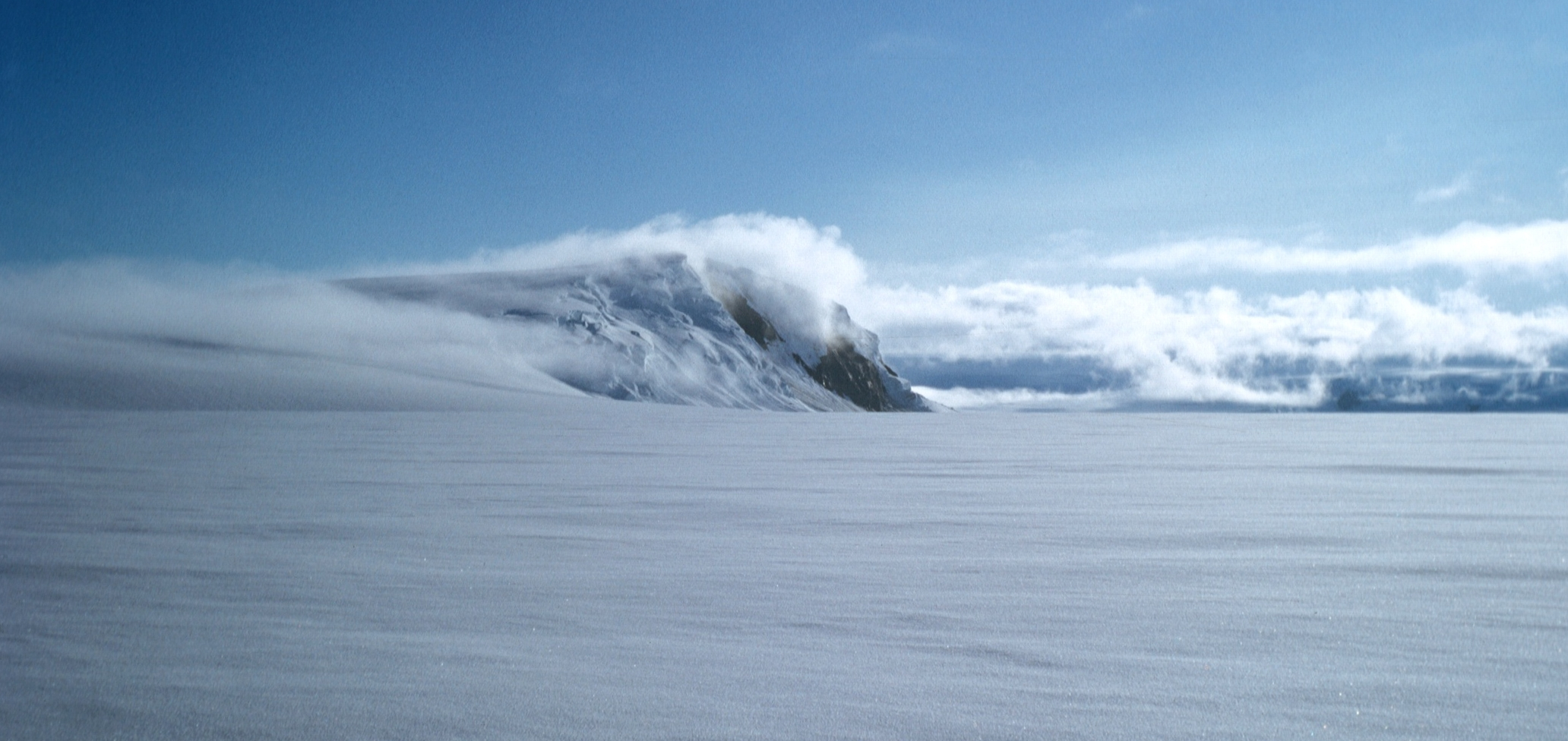
Grímsvötn

Jeden z největších a nejaktivnějších vulkánů na Islandu se jmenuje Grímsvötn a skrývá se pod ledovým příkrovem ledovce Vatnajökull, konkrétně v jeho středozápadní části. Další tři menší vulkány jsou při severním, jižním a jihozápadním (sopka Laki) okraji ledovce. Posledním výbuchem pod Vatnajöklem byla exploze z roku 1934, kdy ve výšce 1750 metrů prorazila exploze 200 m silný ledový krunýř a vytvořila otvor 4 × 6 km.[zdroj?]